# Synopeas fuscicola
Synopeas fuscicola is een vliesvleugelig insect uit de familie van de Platygastridae. De wetenschappelijke naam van de soort is voor het eerst geldig gepubliceerd in 1921 door Box.